# José Antonio Guerrero y Ludeña

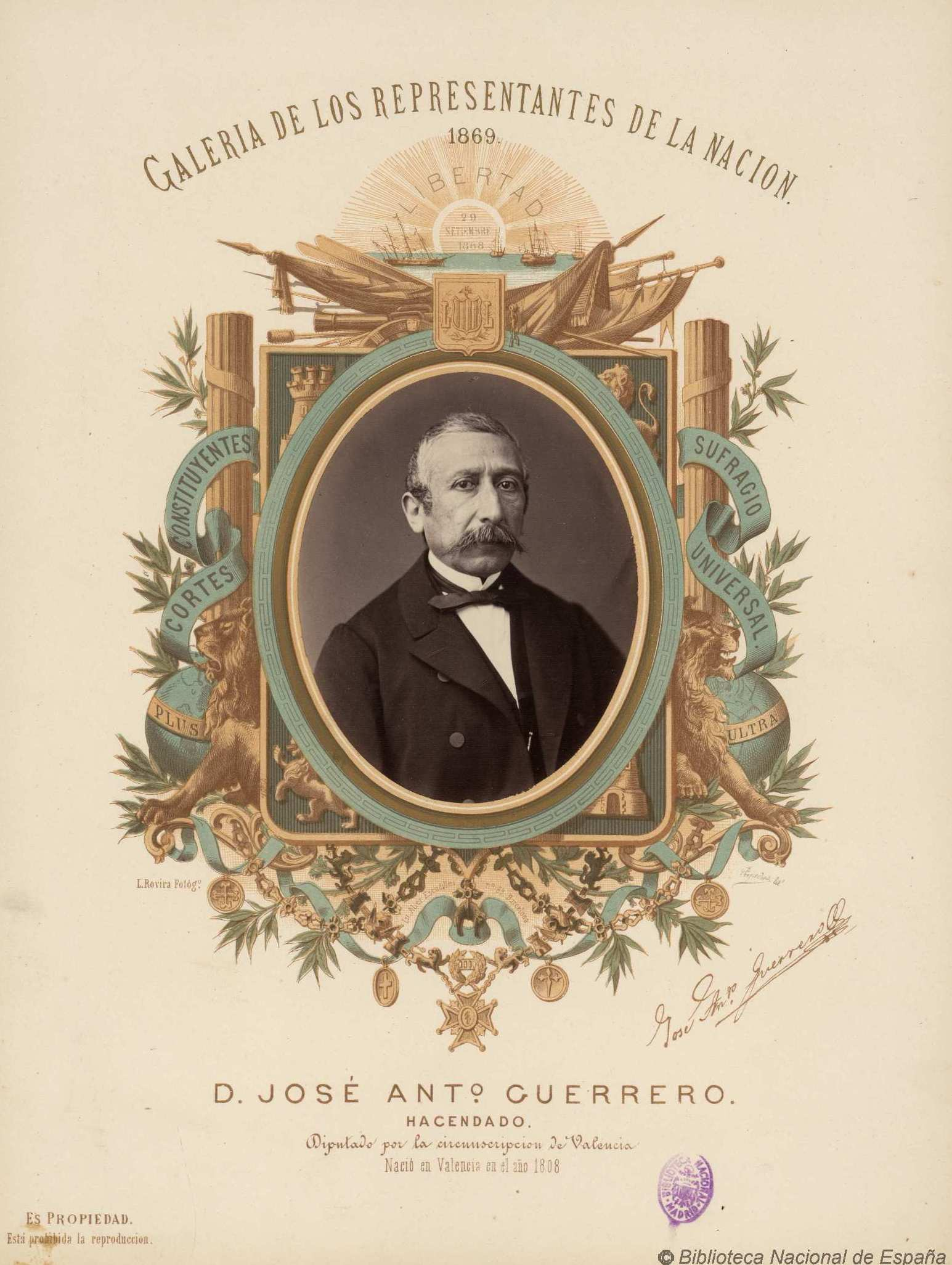
«Galería de los representantes de la nación. 1869 [...] D. José Antº Guerrero/Hacendado/Diputado por la circunscripción de Valencia/Nació en Valencia en el año 1808». Fotografía de Leopoldo Rovira; orla litográfica de Magín Pujadas. Biblioteca Nacional de España.

José Antonio Guerrero y Ludeña (Valencia, 1812-1891) fue un hacendado y político español de tendencia republicano-federal. Alcalde cuarto de Valencia en 1840, encabezó en su ciudad natal la junta revolucionaria de 1854 y el alzamiento republicano federal de 1869. Diputado por la circunscripción de Valencia en las elecciones a Cortes constituyentes de enero de 1869, fue de nuevo elegido en junio de 1871, en esta ocasión por el tercer distrito de la capital, San Vicente, en elecciones parciales convocadas para sustituir a José María Orense –que optó por la representación de La Bisbal– y fue reelegido en abril de 1872 y en mayo de 1873, manteniéndose en el escaño hasta la disolución de la cámara en enero de 1874.

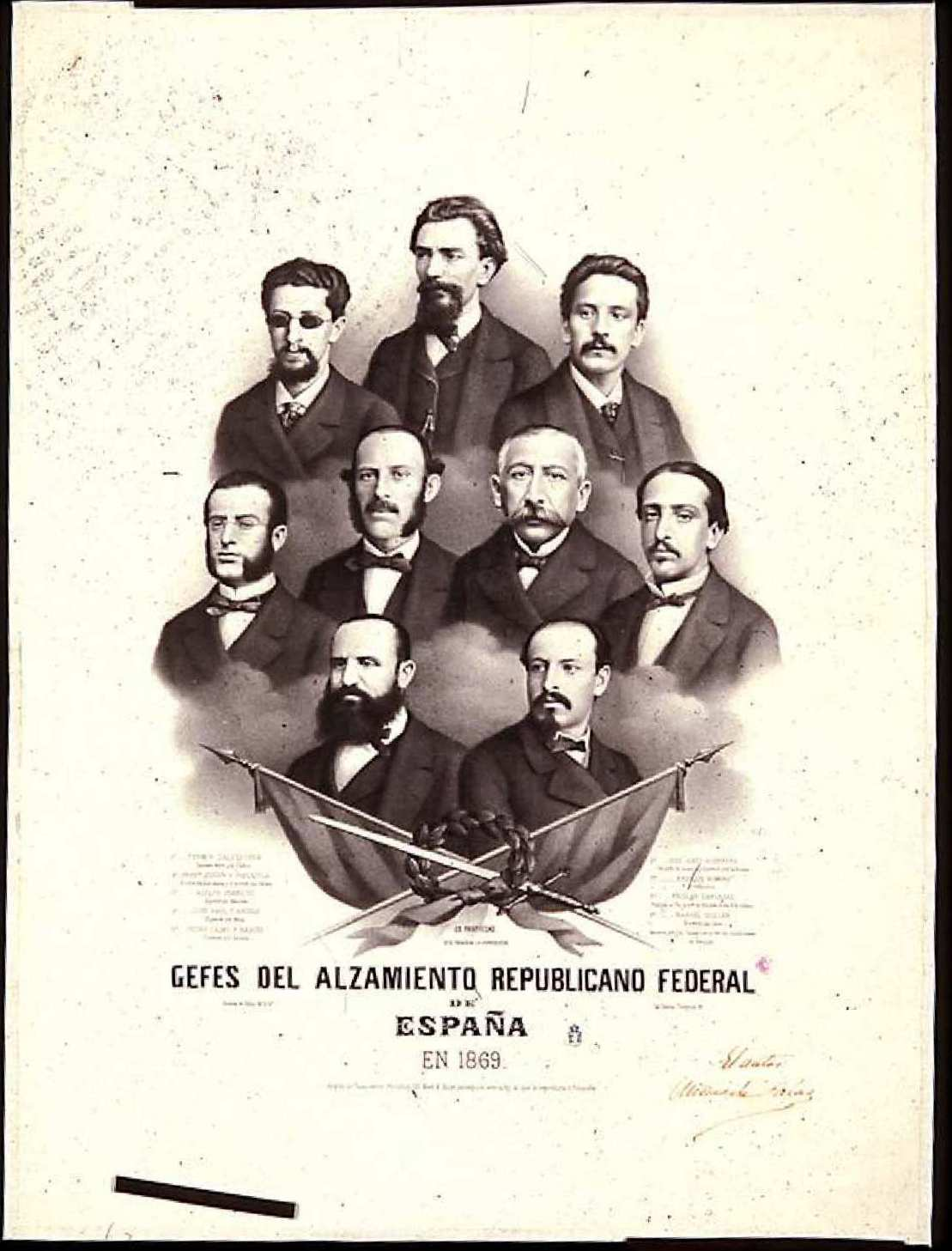
«Gefes (sic) del alzamiento republicano federal de España en 1869»: Fermín Salvochea, Francisco Suñer y Capdevila, Adolfo Joarizti, José Paúl y Angulo, Pedro Caymó y Bascós, José Antonio Guerrero, Enrique Romero Jiménez, Froilán Carvajal, Rafael Guillén. Dibujo y litografía de Andrés de Salas. Biblioteca Nacional de España.

## Biografía
Hijo de un militar de ideas liberales y «con vastos intereses» en Alcázar de San Juan, cuyo valor «no bajaría de tres millones de reales», en 1834 se incorporó a la Milicia Nacional con la que participó en alguna acción bélica durante la primera guerra carlista. Miembro del consistorio valenciano durante la Regencia de Espartero, en noviembre de 1842 se vio complicado en un motín dirigido contra algunos miembros de la milicia y, aunque él tomo partido en contra de los amotinados y contó con la declaración a su favor del gobernador provincial, fue desterrado a Mahón donde solo permaneció seis meses de los seis años a los que había sido condenado, al verse comprendido en el indulto general concedido a la caída del regente en julio de ese mismo año. De vuelta en Valencia ejerció brevemente como comandante de un batallón de la Milicia Nacional y diputado provincial. Además fue incorporado a la comisión encargada de la formación del museo provincial de pinturas, cesando en ella en 1844. No ejerció cargos de responsabilidad durante la Década moderada, durante la que se acercó al Partido democrático con posturas progresivamente maximalistas, y en 1854 tomó parte en la revolución que devolvió el poder a los progresistas. Al iniciarse el bienio progresista fue de nuevo elegido diputado y alcalde cuarto y, en momentos en que se extendía el cólera por Valencia, entró a formar parte como vocal de la Junta de beneficencia de la parroquia de los Santos Juanes.
Al estallar la Revolución de 1868 la junta revolucionaria de Valencia le confió el gobierno civil hasta la constitución del Gobierno provisional.  Elegido en las primeras elecciones del sexenio alcalde primero y diputado a las Cortes Constituyentes de 1869 por el Partido Republicano Democrático Federal, en octubre dimitió de la alcaldía y, como presidente del partido republicano local y del Directorio formado al cesar la corporación municipal, se puso al frente de la Milicia Nacional en un alzamiento de carácter republicano federal extendido por varias provincias pero que tuvo su mayor repercusión en Zaragoza y en Valencia, donde los amotinados llegaron a controlar durante nueve días algunos barrios de la ciudad. El detonante para el estallido revolucionario en Valencia habría sido, precisamente el intento, decretado por el capitán general Rafael Primo de Rivera, de disolver la Milicia. Una vez sofocado el motín el consejo de guerra que lo juzgó solicitó para él la pena de muerte, pero fue indultado por su condición de diputado y la intercesión de algunas figuras destacadas de la vida urbana. Al proclamarse la república en 1873, a pesar de mantener postulados cercanos al republicanismo federal de Pi y Margall, respaldó el levantamiento cantonal que en Valencia estalló el 19 de julio y fue proclamado presidente de la Junta de Gobierno del Estado Regional valenciano. Hombre de profundas creencias religiosas, según la reseña biográfica aparecida en Los diputados pintados por sus hechos, «Una de las cualidades que más contribuyen sin duda al respeto que el pueblo soberano le profesa, es su reconocida y sincera religiosidad, que de ningún modo está reñida con su radicalismo democrático». A lo que añadía la misma publicación: «Reciente está el buen efecto que produjo su presencia al frente del ayuntamiento en la fiesta de San Vicente Mártir. Un hombre así se necesita para dirigir a los republicanos de la ciudad del Cid»,